# Iglesia de Nuestro Señor de la Humildad
La Capilla del Señor de la Humildad, también conocida como la "Iglesia de Manzanares", se ubica en la calle de Manzanares en el barrio de La Merced, al oriente del Centro Histórico de la Ciudad de México. Mide 9x4 metros y es considerada la capilla más pequeña de la ciudad y una de las más visitadas de la zona.

## Historia
En el siglo XVI fue cuando Hernan Cortés mandó a construir 7 ermitas en diferentes lugares de la entonces "Nueva España", con el único fin de ahuyentar a los demonios que se encontraban en estas nuevas tierras. 
Actualmente de esas 7 ermitas construidas esta es la única que aún se conserva en pie. Hoy en día es considerada la "Iglesia Más Pequeña Del Mundo". 
Se erigió en el siglo XVI para marcar los límites de la Ciudad de México. Su retablo dorado y estilo churrigueresco fueron parte de una remodelación del siglo XVIII. A pesar de su tamaño, también cuenta con dos torres principales y con un órgano.  Fue declarada monumento histórico en 1931. Ha sido remodelada en varias ocasiones.

## Cultura popular
El edificio también era frecuentado por trabajadoras sexuales y ladrones. El 6 de agosto se celebra a su patrón el Señor de la Humildad, cuyas festividades incluyen mariachi y bailables.